# インタラクティブミュージック
インタラクティブミュージック（英: interactive music）またはアダプティブミュージック（英: adaptive music）とはビデオゲームにおいて、ゲーム内の状況に合わせてBGMを変化させる演出技法を指す。インタラクティブミュージックを用いるとそのゲームのプレイヤーが没入感を損ねない効果がある。CEDEC AWARDS 2019においてはエースコンバット7 スカイズ・アンノウンのインタラクティブミュージックシステムがサウンド部門の最優秀賞として表彰された。

## 垂直遷移と水平遷移
インタラクティブミュージックの手法には2つの大きな分類として「垂直遷移」「水平遷移」がある。垂直と水平は五線譜に対応しており、垂直遷移は同一楽曲における楽器の変化などを指し、水平遷移は曲の展開の切り替えや異なる楽曲への遷移を表す。

## インタラクティヴミュージックを採用したゲームの一例
- スーパーマリオワールド - ヨッシーに乗るとBGMにパーカッションが追加され、降りるとパーカッションが鳴らなくなる。
- ゼルダの伝説 時のオカリナ - プレイヤーのプレイ状況やシーン毎の状況に応じてシームレスにBGMが切り替わっていく。
- がんばれゴエモン〜ネオ桃山幕府のおどり〜 - ダンジョンの奥に進むにつれて段階的にBGMが展開していく。もしくは楽曲に使われている楽器が増え曲調がよりにぎやかになる。
- がんばれゴエモン〜でろでろ道中 オバケてんこ盛り〜 - 横スクロールステージの時間経過やエリア進行につれて曲調が変化していく。